# سینت فرانسیس (ویسکانسین)
سینت فرانسیس، ویسکانسین  (به انگلیسی: St. Francis) شهری در شهرستان میلواکی ایالت ویسکانسین است که در سال ۱۹۵۱ بنیان‌گذاری شده‌است. این شهر طبق سرشماری سال ۲۰۱۰ میلادی ۹٬۳۶۵ نفر جمعیت داشته‌است.